# سيرجيك تيموريان
سيرجيك تايموريان (29 مايو 1974 - 29 أغسطس 2020)، هو لاعب كرة قدم أرميني إيراني. كلاعب خط وسط دفاعي. لعب لصالح نادي استقلال طهران و النادي الألماني ماينتس 05.

## وفاته
في 12 يوليو 2020، تعرض تيموريان لحادث بعد اصطدام سيارة بدراجته النارية. دخل في غيبوبة ونقل إلى المستشفى في شمال طهران.  في 29 أغسطس 2020، توفي تيموريان عن عمر يناهز 46 عامًا. 
| النادي          | قطاع               | الموسم          | الدوري  | الدوري  | كوب     | كوب     | آخر     | آخر     | مجموع   | مجموع   |
| النادي          | قطاع               | الموسم          | تطبيقات | الأهداف | تطبيقات | الأهداف | تطبيقات | الأهداف | تطبيقات | الأهداف |
| --------------- | ------------------ | --------------- | ------- | ------- | ------- | ------- | ------- | ------- | ------- | ------- |
| ماينز 05        | 2. الدوري الالماني | 1998-1999       | 4       | 0       | 0       | 0       | -       | -       | 4       | 0       |
| ماينز 05        | 2. الدوري الالماني | 1999-00         | 2       | 0       | 2       | 0       | -       | -       | 4       | 0       |
| المجموع الوظيفي | المجموع الوظيفي    | المجموع الوظيفي | 6       | 0       | 2       | 0       | -       | -       | 8       | 0       |

## الألقاب
- دوري أزاديجان: 1998-1999
- كأس حذفي: 1995-96

## روابط خارجية
- ملف سيرجيك تيموريان ماينز الشخصي على fsv05.de